# Новинка (селище, Гатчинський район)
Новинка (рос. Новинка) — селище у Гатчинському районі Ленінградської області Російської Федерації.
Населення становить 130 осіб. Належить до муніципального утворення Вирицьке міське поселення.

## Географія
Населений пункт розташований на південній околиці міста Санкт-Петербурга.

## Історія
Згідно із законом від 16 грудня 2004 року № 113—оз належить до муніципального утворення Вирицьке міське поселення.

## Населення
| 2007 | 2010 | 2017 |
| ---- | ---- | ---- |
| 153  | ↗247 | ↘130 |